# SIMPLE (військовий комунікаційний протокол)
Стандартний інтерфейс для оцінки декількох платформ (SIMPLE) – це військовий комунікаційний протокол, визначений в стандартизованій угоді НАТО STANAG5602.

## Історія
Розробка SIMPLE була викликана вимогою Спеціальної робочої групи (СРГ) зі стандартизації загальної сумісності (NCIS) НАТО, прийнятої в лютому 1996 року, щодо єдиного стандартного інтерфейсу для об'єднання ресурсів НАТО.

## Мета
SIMPLE визначає комунікаційний протокол для надання географічного (національного і міжнародного) обладнання Tactical Data Link (TLL) (C4ISR, C2 і не-C2) для обміну даними про навколишнє середовище і повідомленнями TDL для проведення докладної TDL-сумісності (IO). Він призначений для надання специфікацій для загального стандарту щоб з'єднати наземні установки всіх типів, таких як засоби моделювання та інтеграції. SIMPLE дозволяє передавати повідомлення M-Series і J-Series через IP-протоколи. Раніше повідомлення J-Series могли відправлятися з використанням протоколу Link 16. Однак Link 16 є радіо протоколом з діапазоном частот, який обмежує обмін інформацією в межах прямої видимості. Використання гнучких протоколів перенесення, таких як IP, спрощує обмін даними J-Series, зокрема, для моделювання та інтеграції. Однак SIMPLE не обмежується використанням для моделювання та інтеграції і знаходить застосування, що виходять за рамки їх первісної мети, в тих випадках, коли передача даних J-Series не піддається порівнянню з протоколами радіозв'язку, такими як Link 16.

## Протоколи розподіленого інтерактивного моделювання (DIS)
Стандарт SIMPLE визначає розподілену передачу модельованого сценарію/синтетичного середовища з використанням протоколів IEEE Distributed Interactive Simulation (DIS). DIS – це урядова/галузева ініціатива щодо визначення інфраструктури для зв'язки симуляцій різних типів в різних місцях для створення реалістичних, складних віртуальних світів для
моделювання інтерактивних дій. Нове визначення блоку протокольних даних (PDU), PDU DIS було додано в базовий протокол для підтримки обміну PDU DIS для імітованих об'єктів. Вміст пакету SIMPLE DIS PDU пов'язано з PDU DIS, визначеним у стандарті IEEE 1278.1. По суті, більшість полів передавача і сигнального блоку PDU не вимагають перекладу.

## Структура протоколу SIMPLE
Стандарт SIMPLE складається з декількох елементів. Це:
- Носій зв'язку (наприклад, телефонні лінії, цифрові WAN).
- Методи шифрування, які будуть використовуватися для захисту захищеної інформації, переданої між сайтами.
- Протоколи/формати даних для процесу передачі даних.
- Додаткові аспекти, такі як координація часу.

SIMPLE - це протокол прикладного рівня, який розроблений, щоб бути незалежним від транспортного рівня. Він може працювати з використанням наступних протоколів транспортного рівня:
- Передача UDP.
- Багатоадресна розсилка UDP.
- TCP
- Серійний вихід

## Обмін повідомленнями TDL
У SIMPLE метод обміну повідомленнями TDL полягає в тому, щоб трафік повідомлень, що створюється хостом, формувався з інтерфейсу терміналу MIDS / JTIDS і переупаковується для передачі по мережі
SIMPLE. Приймальний вузол SIMPLE витягує трафік повідомлень TDL з прийнятого пакета і представляє його на інтерфейс хосту, як якщо б він був отриманий від терміналу MIDS / JTIDS.